# 黒石駅 (熊本県)
黒石駅（くろいしえき）は、熊本県合志市須屋にある熊本電気鉄道菊池線の駅である。駅番号はKD16。

## 歴史
- 1913年（大正2年）8月26日：開業。
- 1984年（昭和59年）2月1日：鉄道小荷物取り扱い廃止。
- 1985年（昭和60年）5月1日：乗車券の発行廃止。整理券方式に移行。
- 1988年（昭和63年）2月1日：自動閉塞装置（電子符号照査式）導入に伴い無人化。出札業務のみ熊本電鉄観光に業務委託。
- 2001年（平成13年）2月25日：国道387号改良事業に伴う路線変更により新駅へ移転。これに伴い熊本電鉄観光の業務委託が終了し完全無人化。
- 2015年（平成27年）4月1日：交通系ICカード「熊本地域振興ICカード（くまモンのIC CARD）」に対応[1]。
- 2019年（令和元年）10月1日：駅ナンバリング導入[2]。

## 駅構造

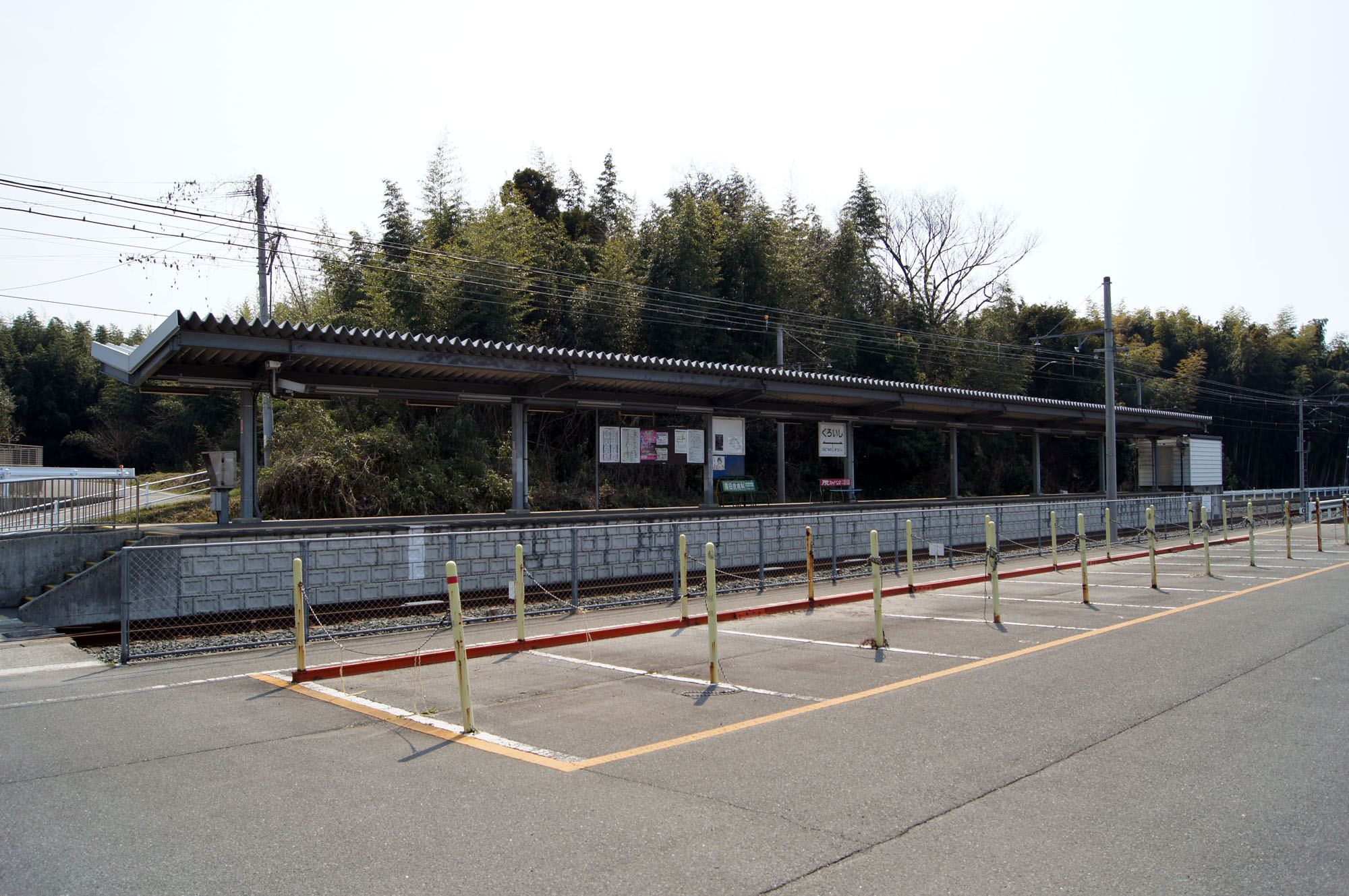
西側から撮影。手前は駐輪場

島式ホーム1面2線の地上駅である。かつては駅舎が存在した有人駅で当駅折り返しの定期列車や車両の夜間停泊が設定され、鉄道小荷物の取り扱いも行われていたが、小荷物取り扱いは1984年で廃止され、車両の夜間停泊も1987年に夜間留置車両（クハ504）の逸走による車両衝突事故の発生を契機に廃止され、駅自体も1988年に無人化された。無人化の際に折り返し列車も廃止されている。無人化後も駅舎が残り、熊本電鉄観光の業務委託駅として社員が駅の管理をしたり駅舎で定期券や回数券の販売を行っていたが、2001年に新駅に移設した際に売り場が廃止された。現在の新駅は駅舎はなく完全な無人駅である。駅前には熊本電鉄の黒石変電所もある。
かつて当駅折り返し列車が設定されていた時期があったため、1番線（御代志方面）乗り場の北熊本側に出発信号機が設けられており、非常時は北熊本方面への折り返し運転が可能である。
ICカード読み取り機（入場機のみ）はホームに設置。
30分間隔で運行されていたときは日中も列車交換を行っていたが、2025年2月のダイヤ改正で40分間隔に減便され、日中帯の列車交換がなくなった。

### のりば
| のりば | 路線                  | 行先                               | 備考                                           |
| ------ | --------------------- | ---------------------------------- | ---------------------------------------------- |
| 1      | ■菊池線               | 再春医療センター前・御代志方面     | 非常時や試運転列車運転時は北熊本方面折り返し用 |
| 2      | ■菊池線（藤崎線直通） | 堀川・北熊本・藤崎宮前・上熊本方面 | 上熊本方面は北熊本で乗り換え                   |

## 利用状況
| 年度   | 1日平均 乗車人員 | 1日平均 乗降人員 |
| ------ | ---------------- | ---------------- |
| 2012年 |                  | 513              |
| 2013年 |                  | 557              |
| 2014年 | 336              | 582              |
| 2015年 |                  | 840              |
| 2016年 | 463              | 894              |
| 2017年 | 488              | 903              |
| 2018年 | 408              | 794              |

## 駅周辺
- 独立行政法人高齢・障害・求職者雇用支援機構熊本支部熊本職業能力開発促進センター（愛称：ポリテクセンター熊本）
- 黒石簡易郵便局
- 黒石団地
- 合志市立西合志南中学校
- 合志市立西合志東小学校
- 合志市黒石市民センター
- 熊本県警熊本北合志警察署黒石交番
- 国道387号

## 利用可能なバス路線
- 黒石･ポリテクセンター熊本前（電鉄バス）
  - C1・C3系統 菊池温泉・菊池プラザ（御代志・富の原経由）
  - C1系統 桜町BT・熊本駅（堀川・国道経由）
  - C3系統 桜町BT・熊本駅（山室・国道経由）

- 黒石駅入口
  - 合志市レターバス南ルート
  - 合志市乗合タクシー須屋線

## 隣の駅
熊本電気鉄道
■ 菊池線
三ツ石駅（KD15） - 黒石駅（KD16） - 熊本高専前駅（KD17）